# Macrocyphonistes kolbeanus
Macrocyphonistes kolbeanus är en skalbaggsart som beskrevs av Ohaus 1910. Macrocyphonistes kolbeanus ingår i släktet Macrocyphonistes och familjen Dynastidae. Inga underarter finns listade i Catalogue of Life.